# Martín Rabuñal
Martín Ernesto Rabuñal Rey (Montevideo, 22 de abril de 1994) es un futbolista uruguayo. Juega de medio centro, y actualmente juega en C.A Cerro. de la Primera División de Uruguay.

## Trayectoria
Comenzó a jugar al fútbol en el equipo de su barrio, Juventud Unida. Con el tiempo también asistió a la “escuelita” del Defensor Sporting Club. Se destacó con los tuertos y finalmente se incorporó definitivamente al club.
Debutó en primera el 7 de diciembre de 2014, por la fecha 15 del Torneo Apertura, se enfrentó a Rampla Juniors en el Franzini, a pesar de ser su primer partido, lo jugó como titular los 90 minutos y ganaron 2 a 0 con goles de Federico Gino y Nicolás Olivera. Finalizaron el Apertura en sexta posición.
En agosto de 2023, se convirtió en refuerzo de La Luz F. C. de la Primera División de Uruguay.

## Estadísticas

### Clubes
Actualizado al 13 de mayo de 2017.
Último partido citado: Fénix 1 - 2 Defensor Sporting
| Defensor Sporting · Uruguay                                 | 1ª            | 2013/14       | 0  | 0 | - | - | - | - | 0  | 0 |
| Defensor Sporting · Uruguay                                 | 1ª            | 2014/15       | 7  | 1 | - | - | - | - | 7  | 1 |
| Defensor Sporting · Uruguay                                 | 1ª            | 2015/16       | 22 | 1 | - | - | 5 | 1 | 27 | 1 |
| Defensor Sporting · Uruguay                                 | 1ª            | 2016          | 11 | 0 | - | - | - | - | 11 | 0 |
| Defensor Sporting · Uruguay                                 | 1ª            | 2017          | 11 | 1 | - | - | 1 | 0 | 12 | 1 |
| Defensor Sporting · Uruguay                                 | Total club    | Total club    | 52 | 3 | 0 | 0 | 6 | 1 | 58 | 4 |
| F. C. Juárez · México                                       | 1ª            | 2020          | 0  | 0 | - | - | - | - | 0  | 0 |
| F. C. Juárez · México                                       | Total club    | Total club    | 0  | 0 | 0 | 0 | 0 | 0 | 0  | 0 |
| Total carrera                                               | Total carrera | Total carrera | 52 | 3 | 0 | 0 | 6 | 1 | 58 | 4 |
| (1)Incluidos los datos de la Copa Sudamericana (2015, 2017) |               |               |    |   |   |   |   |   |    |   |

### Resumen estadístico
|                       | Partidos | Goles | Promedio |
| --------------------- | -------- | ----- | -------- |
| Liga                  | 52       | 3     | 0,05     |
| Copas nacionales      | 0        | 0     | 0,00     |
| Copas internacionales | 6        | 1     | 0,16     |
| Total                 | 58       | 4     | 0,06     |

## Palmarés

### Títulos nacionales
| Título          | Equipo                 | País    | Año  |
| --------------- | ---------------------- | ------- | ---- |
| Torneo Apertura | Defensor Sporting Club | Uruguay | 2017 |
| Torneo Apertura | Liverpool              | Uruguay | 2025 |

### Títulos amistosos
| Título                | Equipo               | País      | Año  |
| --------------------- | -------------------- | --------- | ---- |
| Copa Diario La Verdad | Defensor Sporting C. | Argentina | 2016 |

### Otras distinciones
- Campeonato Uruguayo Sub-19 (2): 2012 y 2013
- Copa Suat: 2015